# Леонтий (Павлов)
Леонтий (в миру Лука Павлов; ум. 1788) — игумен Макарьевского Унженского монастыря Русской православной церкви.
О его мирской жизни сведений практически не сохранилось, известно лишь, что Лука Павлов происходил из посадских людей города Юрьевца-Повольского.

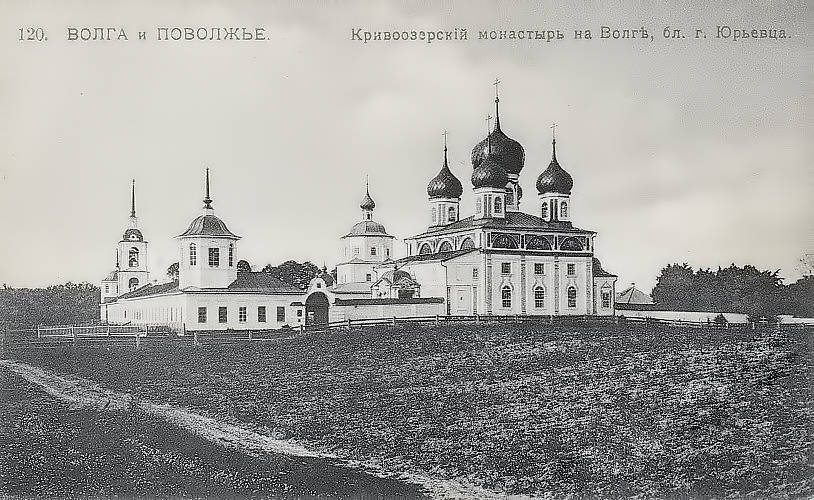
Кривоезерский монастырь

Монашеский постриг Лука Павлов принял в Рождественской пустыни, что на Нодоге, Кинешемского уезда с именем Леонтий; затем он жил в Николаевском Перервинском монастыре, откуда в 1711 году был назначен настоятелем Кривоезерской пустыни.
В октябре 1714 года отец Леонтий был переведён на ту же должность в Макариев Унженский монастырь, которым управлял дважды: с 1714 по 1727 год и с 1728 по 1741 год.
В 1741 году Леонтий (Павлов) снова перешёл на жительство в Кривоезерскую пустынь и в следующем году вторично был определён настоятелем этой пустыни, где и скончался в 1788 году.
Во время своего пребывания в Кривоезерской пустыне игумен Леонтий составил и собственноручно написал сказание о написании чудотворной Иерусалимской иконы Божией Матери (хранится в архиве Кривоезерской пустыни) со службою Ей и келейный устав для монахов под названием: «Правило Троезерской пустыни».